# Elysius subterra
Elysius subterra är en fjärilsart som beskrevs av Rothschild 1917. Elysius subterra ingår i släktet Elysius och familjen björnspinnare. Inga underarter finns listade i Catalogue of Life.